# Mariana Joaquina Pereira Coutinho

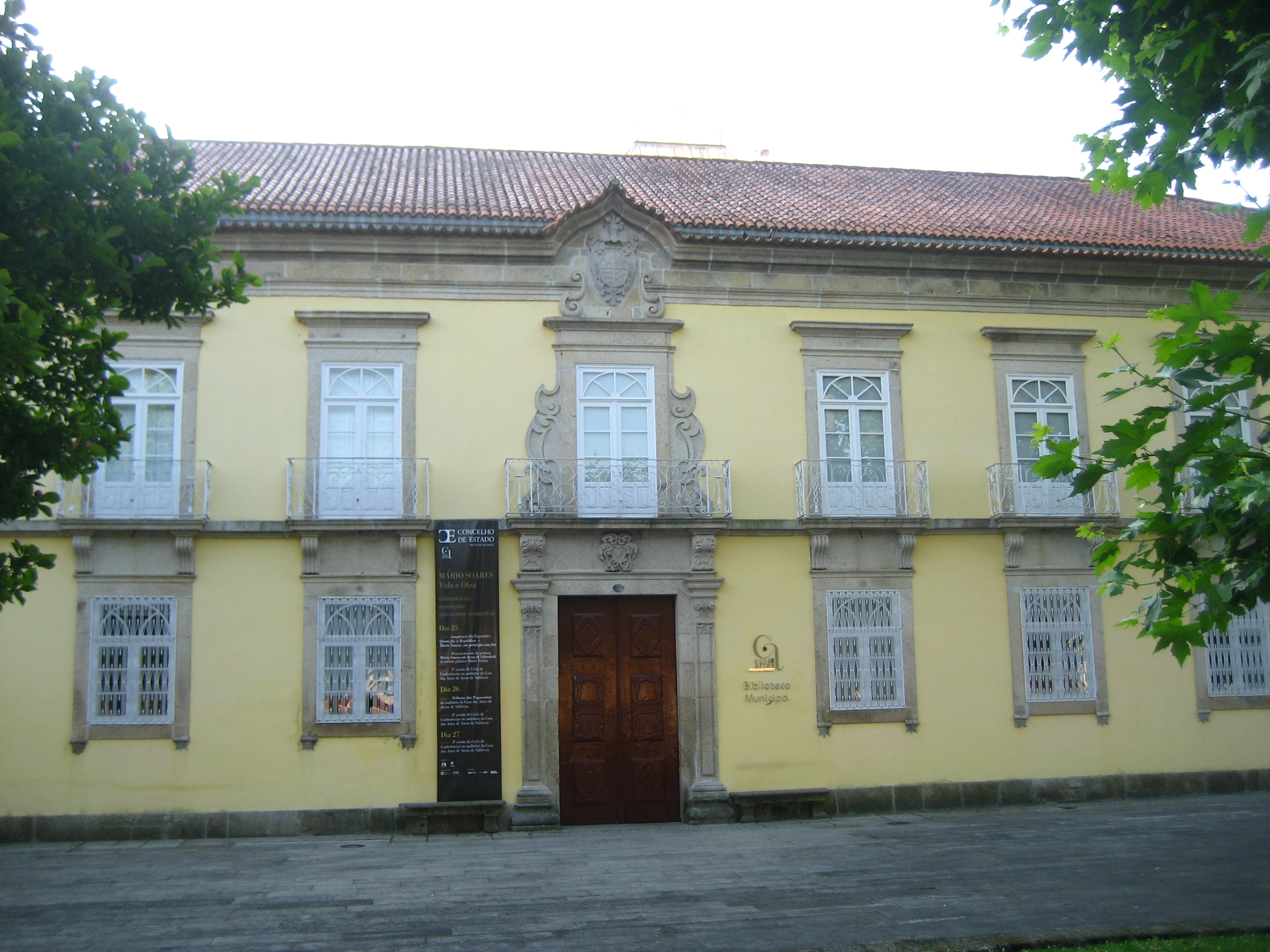
Casa do Terreiro. Aqui nasceu Dª. Mariana Joaquina Apolónia da Costa Pereira de Vilhena Coutinho.

Mariana Joaquina Apolónia da Costa Pereira de Vilhena Coutinho (Arcos de Valdevez, 16 de Agosto de 1748 - Oeiras, 18 de Setembro de 1820) ou simplesmente Mariana de Arriaga, foi uma dama da corte real portuguesa e anfitriã de um salão literário. Mariana Joaquina morreu em 1820 no Palácio dos Arriagas, em Oeiras.

## Nascimento e família
Mariana Joaquina Apolónia da Costa Pereira de Vilhena Coutinho nasceu na Casa do Terreiro na freguesia do Salvador, em Arcos-de-Valdevez, no dia 23 de Agosto. Era filha do Marechal de Campo Rodrigo António da Costa Pereira de Gouvêa, fidalgo da Casa Real, Cavaleiro da Ordem de Cristo, Morgado da Roda, de S. José e Senhor da Casa do Terreiro, e da sua mulher, Maria Inácia Clara Rosa de Vilhena Pereira Coutinho, dama e confidente da rainha Dª. Maria I e da infanta Dª. Maria Francisca Benedita. Dª. Mariana Joaquina era sobrinha, pelo lado materno, do marquês de Soydos (Grande de Espanha). Era neta dos Morgados da Roda ( Costa Pereira de Gouvêa), de Soydos (Pereira Vilhena Coutinho) e da Penha em Lisboa (Pachecos de Sousa).
Dª. Mariana Joaquina Apolónia casou em 1769 com Miguel de Arriaga Brum da Silveira, da Ilha do Faial, que fazia parte do Conselho da Rainha D. Maria I e era Cavaleiro da Ordem de Cristo.[carece de fontes?]

## Musa da Corte
Dª. Mariana Joaquina de Vilhena Coutinho foi dama da casa da rainha Dª. Maria I e da princesa Dª. Maria Francisca Benedita, sendo afilhada da monarca. Dª. Mariana teve um conhecido salão literário onde acorriam conhecidos literatos e poetas portugueses e estrangeiros.[carece de fontes?]

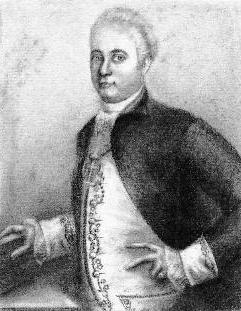
Miguel de Arriaga Brum da Silveira, esposo de Mariana Pereira Coutinho